# 烏克蘭卡 (丘胡伊夫區)
50°6′38″N 36°42′15″E / 50.11056°N 36.70417°E
烏克蘭卡（烏克蘭語：Українка）是位於烏克蘭東部的村莊，由哈爾科夫州丘胡伊夫区的沃夫昌斯克市鎮負責管轄。該村始建於1912年，面積1.61平方公里，海拔高度136米，2001年人口61，人口密度每平方公里37.9人。